# Giuseppe Amato
Giuseppe Amato (24 de agosto de 1899 - 3 de febrero de 1964) fue un productor, director, guionista y actor cinematográfico italiano.

## Biografía
Nacido en Nápoles, Italia, su verdadero nombre era Giuseppe Vasaturo. 
En los años 1920 trabajó como productor de películas de ambiente napolitano, tras haber participado en una cinta de gran presupuesto rodada en Nápoles por Metro Goldwyn Mayer. Permaneció en los Estados Unidos hasta los comienzos del cine sonoro y, de vuelta a Italia, se dedicó a producciones de un mayor alcance, trabajando también como actor, guionista y director (su actividad menos afortunada: ninguna de las películas dirigidas por él, aparte de la impecable Yvonne la nuit, ha pasado a la historia).
Peppino Amato fue una figura central de la historia del cine italiano. Fue él quien dio, en los años 1930, la primera oportunidad cinematográfica a Eduardo De Filippo y Peppino De Filippo, y fue el que produjo la primera cinta dirigida por Vittorio De Sica (Rose scarlatte, 1940), financiándole asimismo Umberto D. (1952).
Amato fue productor de La cena delle beffe (1941) y de Quattro passi fra le nuvole (1942), obras maestras de Alessandro Blasetti.
Finalizada la Segunda Guerra Mundial se hizo célebre produciendo el primer film de la serie Don Camillo y, sobre todo, la película italiana más famosa: La dolce vita (1959).
Giuseppe Amato falleció en Roma, Italia , a causa de un ataque al corazón. En 1960 se le había concedido el Premio David de Donatello.

## Selección de su filmografía

### Productor
- Casta Diva, de Carmine Gallone (1935)
- Non ti conosco più, de Nunzio Malasomma (1936)
- Rose scarlatte, de Giuseppe Amato y Vittorio De Sica (1940)
- Domani è troppo tardi, de Léonide Moguy (1950)
- Gli ultimi cinque minuti, de Giuseppe Amato (1955)
- La ragazza di mille mesi, de Steno (1961)

### Director
- Rose scarlatte, codirigida con Vittorio De Sica (1940)
- Malìa (1946)
- Yvonne la nuit (1949)
- Gli ultimi cinque minuti (1955)